# Kisumu Telkom
Le Kisumu Telkom est un club kenyan de football basé à Kisumu.

## Palmarès
- Coupe du Kenya
  - Finaliste : 1994